# 日進神社 (さいたま市)
日進神社（にっしんじんじゃ）は、埼玉県さいたま市北区の神社。

## 歴史
創建年代は不明である。ただ中世に武蔵国一宮氷川神社の分霊を勧請したという。境内には湧水が湧き出ており、貴重な水源として重宝されていた。この湧水を祀るために創建されたものと推測される。
「満宮寺」が別当寺であった。満宮寺は真言宗の寺院であったが、明治初期の神仏分離により、廃寺に追い込まれた。
1873年（明治6年）、近代社格制度に基づく「村社」に列せられ、1907年（明治40年）の神社合祀により、周辺の46社が合祀された。その際に「氷川神社」から「日進神社」に改称した。

## 文化財
- 日進餅つき踊り（さいたま市指定有形文化財 昭和34年2月4日指定）[2]

## 交通アクセス
- 日進駅より徒歩8分。